# Edmond-Frédéric Le Blant
Edmond-Frédéric Le Blant, född den 12 augusti 1818 i Paris, död där den 5 juli 1897, var en fransk arkeolog. Han var far till bataljmålaren Julien Le Blant.
Le Blant, som är känd för sina ingående studier i kristna antikviteter, i synnerhet inskrifter, blev 1867 medlem av Institutet och var 1883–1889 direktör för École française i Rom. Hans främsta arbeten är Inscriptions chrétiennes de la Gaule antérieures au VIII:e siècle (1856–1865; Nouveau recueil des Inscriptions chrétiennes de la Gaule, 1892), Manuel d'épigraphie chrétienne (1869), Études sur les sarcophages chrétiens de la ville d'Arles (1878), Les actes des martyrs (1882), L'épigraphie chrétienne en Gaule et dans L'Afrique romaine (1890) och Les persécuteurs et les martyrs aux premiers siècles de notre ère (1893).